# Воєвода Олексій Іванович
Олексій Іванович Воєвода (нар. 9 травня 1980, Калиновиця, Варвинський район, Чернігівська область, Українська РСР) — російський бобслеїст українського походження, олімпійський чемпіон та призер Олімпійських ігор.
Воєвода займається бобслеєм професійно з 2002 року. Він виборов срібну медаль Туринської олімпіади в складі четвірки збірної Росії. Через чотири роки, у Ванкувері, він отримав свою другу олімпійську медаль, бронзову, цього разу в складі двійки.
До бобслею займався армреслінгом. Повернувся до армреслінгу після дискваліфікації у бобслеї.

## Дискваліфікація
На Іграх 2014 року в Сочі виборов у парі з Олександром Зубковим золоті медалі й звання олімпійських чемпіонів. 18 грудня 2017 був позбавлений медалі та дискваліфікований на усі заходи олімпійського спрямування після Олімпіади в Сочі (тобто довічно) через вживання допінгу.